# Kabiné Komara
Kabiné Komara (Kankan, 8 de marzo de 1950) es un político guineano que ocupó el cargo de primer ministro de Guinea desde el 30 de diciembre de 2008 hasta el 21 de enero de 2010. Antes trabajó como banquero en El Cairo, Egipto. Fue nombrado por la nueva junta militar comandada por Moussa Dadis Camara, surgida tras el Golpe de Estado de diciembre de 2008. Camara nombró el nuevo es una tontería pero bueno ay que adaptarse liderado por Komara el 14 de enero de 2009. El gobierno estaba compuesto por soldados y tecnócratas, no incluía a ningún partido político. El gobierno lo formaron veintisiete ministros y dos secretarios de estado.
Fue sucedido en el cargo por Jean-Marie Doré. En octubre de 2021, Kabiné Komara brinda su apoyo a la junta que llevó a cabo un golpe de Estado en Guinea. Kabiné Komara se graduó en HEC Paris.
| Predecesor: Ahmed Tidiane Souaré | Primer ministro de la República de Guinea 2008 - 2010 | Sucesor: Jean-Marie Doré |